# Friedrich von Papen

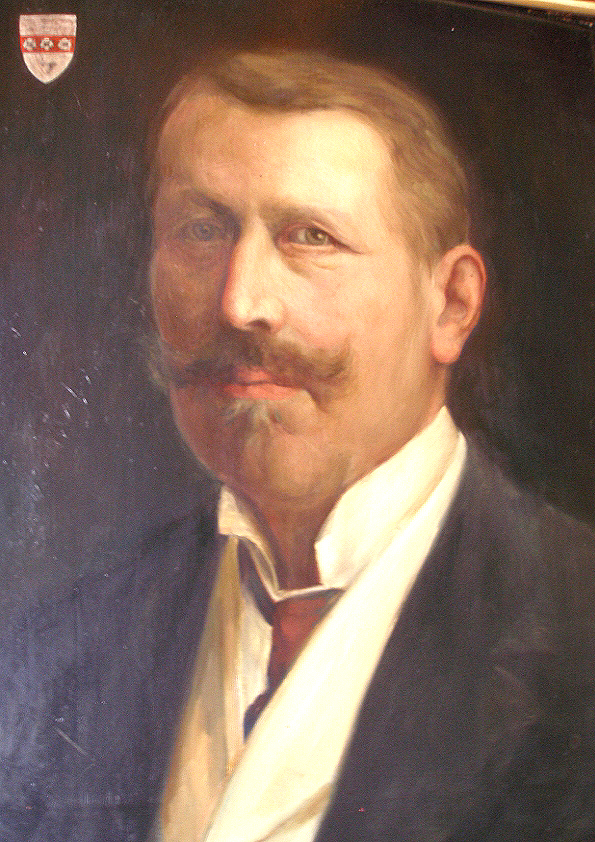
Friedrich von Papen-Koeningen (1839–1906)

Friedrich Franz Michael von Papen-Koeningen (* 18. Dezember 1839 in Werl; † 12. Juli 1906 ebenda) war ein deutscher Adeliger, Großgrundbesitzer, Offizier und Kommunalpolitiker. Er war Vater des Reichskanzlers Franz von Papen.

## Leben
Papen entstammte einer alten katholischen Adelsfamilie, die in Werl als Erbsälzer das Recht besaßen, Salz zu sieden und zu verkaufen. Er wurde 1839 als ältester Sohn von Franz Joseph von Papen zu Koeningen (* 1810) und seiner Gattin Casperine von Papen zu Wilbring (* 1815) geboren. 

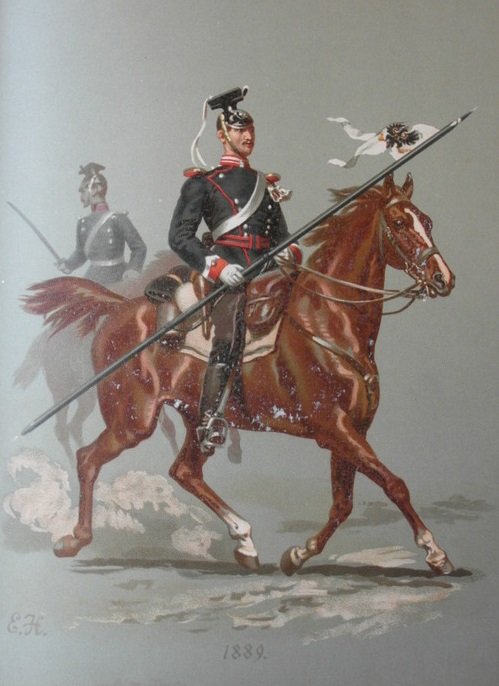
Reiter des Westfälischen Ulanen-Regiments Nr. 5, Düsseldorf, 1889

Papen trat als junger Mann in das Westfälische Ulanen-Regiment Nr. 5 in Düsseldorf ein. Danach gehörte er zeitweise dem Westfälischen Husaren-Regiment Nr. 8 in Paderborn an, in das er am 3. Dezember 1864 eintrat.
Als Kavallerist nahm Papen am Deutsch-Dänischen Krieg von 1864, am Preußisch-Österreichischen Krieg von 1866 und am Deutsch-Französischen Krieg von 1870/71 teil. 1864 nahm er am Sturm auf die Düppeler Schanzen teil. 1866 kämpfte er in der Schlacht bei Königgrätz, 1870 in den Schlachten von Metz und Sedan. Außerdem beteiligte er sich an der Belagerung von Paris. Größere Berühmtheit erlangte von Papen durch das Gemälde Attaque des Leutnants von Papen-Köningen vom Westfälischen Ulanen-Regiment Nr. 5 gegen französische 2. Husaren bei Bolchen vor Metz von Ernst Roeber, das eine Szene aus dem Deutsch-Französischen Krieg nachbildet: Ein Scharmützel im Vorfeld der Schlacht von Metz bei dem Papen als Leutnant eine fünfzehnköpfige Kavallerieeinheit gegen eine doppelte Zahl französischer Reiter in den Kampf führte. Am 18. Januar 1871 erlebte von Papen die Kaiserproklamation im Spiegelsaal des Schlosses von Versailles mit. Noch im selben Jahr schied von Papen im Rang eines Obersten aus dem Militärdienst aus.
Nach 1871 studierte Papen in Bonn, wo er Mitglied des Corps Borussia Bonn war und freundschaftliche Bande zum deutschen Kronprinzen Wilhelm, dem späteren Wilhelm II. knüpfte. Für Papens Sohn Franz erwies sich dieser Kontakt später als entscheidende Karrierehilfe, als der Kaiser 1913 die Freundschaft mit Friedrich von Papen zum Anlass nahm, um dessen Sohn mit dem Posten des Militärattachés in Washington, D.C. zu betrauen, der ersten bedeutenderen Stellung in der Karriere von Franz von Papen. Nach dem Studium widmete Papen sich der Bewirtschaftung seines Grundbesitzes bei Werl. 1888 legte er dort als Sälzeroberst der Erbsälzer zu Werl, die noch aus zwei Geschlechtern (von Papen und von Lilien bestanden) durch einen Beschluss des Verwaltungsrates das Solbad Werl an. Darüber hinaus versah er eine Reihe von Ehrenämtern in Gemeinde, Kreis und Provinz. So amtierte er unter anderem lange Jahre als stellvertretender ehrenamtlicher Bürgermeister der Stadt Werl.

## Ehe und Familie
Am 17. September 1872 heiratete Papen in Düsseldorf Anna Laura von Steffens-Drimborn (* 26. April 1852 in Neuss; † 15. August 1939 in Düsseldorf), eine Tochter des Rittmeisters Albert von Steffens-Drimborn (1812–1890) und seine Ehefrau Isabella, geb. Josten (1822–1902). Aus der Ehe gingen fünf Kinder hervor: Darunter der preußische Staatsforstmeister Hans von Papen (* 26. September 1873 in Werl; † 1. Juli 1944 in Werl), der als Erstgeborener Erbe seiner Güter wurde, sowie sein drittgeborenes Kind Franz von Papen (1879–1969), der als Politiker und Diplomat Bekanntheit erlangte und u. a. das Amt des Reichskanzlers erreichte (1932).